# Beatles for Sale
Beatles for Sale es el cuarto álbum de estudio de la banda de rock The Beatles, publicado el 4 de diciembre de 1964 por Parlophone. El álbum fue grabado dentro de 5 meses después del lanzamiento de A Hard Day's Night, con el número de catálogo PMC 1240 (mono) y PCS 3062 (estéreo).
Con un pedido de más de 700 000 discos antes de su publicación, se clasificó enseguida en el número uno de la lista británica, y desbancó de la misma a su álbum predecesor, A Hard Day's Night. Estuvo en ese puesto durante siete semanas, aunque el 27 de febrero de 1965, después de haber bajado tres semanas antes de ese primer puesto, habría de volver a él durante una semana más. El 1 de mayo de 1965 aun volvería a subir otra vez a la cima de la lista, después de faltar ocho semanas en ese primer puesto, esta vez para permanecer en esa posición durante tres semanas más, y sumo así un total de once semanas en el primer puesto de la lista británica, de las cuarenta y seis que pasó en ella. Este álbum marcó un momento decisivo en la evolución de Lennon y McCartney como letristas, particularmente en Lennon, que estaba cada vez más interesado en componer canciones de naturaleza autobiográfica.

## Visión general
Antes de las sesiones de grabación, los Beatles hicieron una gira por Australia y Nueva Zelanda, después de una doble actuación nocturna en Hong Kong, actuando también en los Países Bajos, Dinamarca, y Suecia, y apareciendo también en su país en televisión, radio, y en varios conciertos en directo. Todo esto haría inevitable que el continuo trasiego de las giras, el componer, el promocionar, y el grabar, afectara finalmente a los Beatles, haciendo que el grupo echara mano a temas ajenos para la composición del disco, después de haber editado su tercer disco A Hard Day's Night con solo temas originales suyos; este cansancio se vería también en las caras de los músicos en la portada de Beatles for Sale. Aun así, fueron capaces de componer el sencillo «I Feel Fine» y su lado B, «She's a Woman» —ambas no incluidas en el álbum—, las dos de considerable calidad e interés. Había una fuerte influencia del género country en algunas canciones del álbum, como «I Don't Want to Spoil the Party» y «I'm a Loser». Esta última, además, fue probablemente una de las primeras canciones de los Beatles en estar influenciada directamente por el músico Bob Dylan, haciendo que el folk y el rock se acercaran un poco más hasta su definitiva explosión al año siguiente como género folk rock.

## Composición y grabación
Beatles for Sale fue el cuarto álbum del grupo en salir editado en sus veintiún meses de carrera discográfica con EMI. La grabación del disco había comenzado el 11 de agosto de 1964, justo un mes después de la publicación de A Hard Day's Night, para luego interrumpirse con motivo de una larga gira que el grupo dio por los Estados Unidos. Mucha de la producción del álbum se efectuó en los días libres de actuaciones de los Beatles, teniendo que componer sus autores muchas veces las canciones en el propio estudio de grabación de Londres. 
La mayoría de las grabaciones se hicieron en un periodo de tres semanas, donde comenzó el 29 de septiembre de 1964. «Estaban bastante cansados durante la grabación de Beatles for Sale. No hay que olvidar que estuvieron batallando con sus giras durante todo el año 1964 y gran parte de 1963. El éxito es una cosa muy bonita, pero también es muy, muy agotador», rememoró en una ocasión el productor de los Beatles, George Martin.

## Selección de canciones
Incluso los tan prolíficos compositores Lennon y McCartney no pudieron cumplir a tiempo con la demanda de más canciones suyas originales antes de Navidad, teniendo que echar mano a temas ajenos para completar su álbum. Este era su modo de operar en sus dos primeros discos, abandonándose tal estrategia con el álbum A Hard Day's Night. Beatles for Sale contendría seis versiones de temas de otros artistas, igual que sus dos primeros álbumes. Como McCartney rememoró: «Grabar Beatles for Sale no nos llevó mucho tiempo. Básicamente era nuestro repertorio en directo, con algunas nuevas canciones». De hecho, tres de los temas versionados fueron grabados en un total de cinco tomas en una sola sesión el 18 de octubre de 1964. 
Beatles for Sale contenía ocho canciones originales de Lennon y McCartney. En este punto de su carrera, las composiciones entre los dos fueron muy colaborativas; incluso si un tema era mayormente de un autor, el otro contribuía en partes clave de la canción, como en «No Reply», donde McCartney proveyó con una sección central en la canción, que por lo demás era enteramente de Lennon.
La grabación del álbum fue completada el 18 de octubre de 1964. Los Beatles participaron en algunas sesiones de mezclado y edición antes de completarse el proyecto el 4 de noviembre; el álbum se apuró entonces hacia la producción, publicándose justo un mes después, el 4 de diciembre de 1964.

## Canciones
Las tres canciones que abrían el álbum, «No Reply», «I'm a Loser» y «Baby's in Black», eran referidas a veces como «la trilogía de Lennon», al haber sido compuestas mayormente por él, y en las cuales el autor expresaba emociones como la tristeza o el resentimiento, asuntos inusualmente tratados en la música pop de principios de los años 60. Esta secuencia de apertura fijó una atmósfera un tanto sombría sobre el conjunto del álbum, que se repetiría con otro tema de Lennon, «I Don't Want to Spoil the Party». Lennon siguió como vocalista principal en «Rock & Roll Music», tema compuesto y cantado por Chuck Berry en 1957. El quinto tema del álbum, «I'll Follow the Sun», era una canción compuesta por Paul McCartney cuando tenía alrededor de 16 años, y que fue rescatada y rehecha para esta ocasión. Las dos últimas canciones que cerraron la cara uno del disco fueron «Mister Moonlight» y «Kansas City/Hey-Hey-Hey-Hey». La primera, compuesta por el guitarrista y cantante estadounidense Roy Lee Johnson en 1961, tuvo a Lennon como vocalista principal. La segunda canción, una combinación de «Kansas City», compuesta originalmente por Jerry Leiber y Mike Stoller como «K.C. Loving» para el blues man tejano Little Willie Littlefield en 1952, y posteriormente reescrita para ser un gran éxito en 1959 en la voz del cantante estadounidense Wilbert Harrison, y «Hey-Hey-Hey-Hey», compuesta y grabada por Little Richard en 1958, tuvo esta vez a McCartney como vocalista principal, que se había inspirado precisamente en Little Richard para cantarla de esta forma combinada. 
La cara dos del disco se abría con «Eight Days a Week», tema significativo como uno de los primeros ejemplos de experimentación en el estudio que la banda repetiría en el futuro. En dos sesiones de grabación del 6 de octubre, que totalizaron cerca de siete horas, y que estaba dedicado exclusivamente a este tema, Lennon y McCartney intentaron una técnica de grabación tras otra antes de que pudiesen fijar el arreglo definitivo de esta canción. Cada una de las seis primeras tomas de «Eight Days a Week» contenía diferentes aproximaciones a las secciones de principio y final de la canción; por fin, la introducción de la guitarra al principio de la canción sería grabada en una sesión diferente y juntada al resto de las grabaciones más tarde. La versión final del tema incorporaría otra primicia en una grabación de los Beatles y de la música pop en general: la canción empezaba con una introducción que ganaba poco a poco en intensidad y volumen —fade in— en contraposición a las demás canciones pop, que solo empleaban el fade out —sonido descendiendo en volumen e intensidad hacia el final de la canción—. «Eight Days a Week» fue inicialmente compuesta por Lennon como posible tema principal para la segunda película de los Beatles, que se pensaba titular en principio Eight Arms to Hold You. La idea era de Paul, a quien le llamó la atención una frase que Ringo dijo como si fuera un chófer agotado —«trabajando siempre, trabajando ocho días a la semana»—; este compuso la canción inmediatamente. Las dos siguientes canciones fueron «Words of Love» y «Honey Don't». La primera, cantada a dúo por Lennon y McCartney, fue compuesta e interpretada originalmente por Buddy Holly en 1957; mientras la segunda, cantada por Ringo Starr, fue compuesta por Carl Perkins como lado B para su sencillo «Blue Suede Shoes», de 1956. Lennon y McCartney cantaron en la siguiente canción, «Every Little Thing», un tema compuesto mayormente por Paul con intención de publicarse como sencillo, cosa que al final no fue. «Every Little Thing» contrarrestaba un poco con su alegría la atmósfera inicialmente lúgubre del álbum. «What You're Doing» era el penúltimo tema del disco, cantado por McCartney, cuya letra versaba sobre el protagonista de la canción implorando a su chica a que parase de mentirle. Finalmente le llegó el turno como vocalista principal a George Harrison. El tema elegido fue «Everybody's Trying to Be My Baby», una composición original de Carl Perkins de 1957.
De todas estas canciones se extraerían ocho temas para ser publicados en dos EP titulados igual que este álbum: Beatles for Sale y Beatles for Sale (No. 2).

## Publicación
La publicación simultánea en los Estados Unidos, Beatles '65, incluía ocho canciones de Beatles for Sale. Se omitieron los temas «Kansas City/Hey-Hey-Hey-Hey», «Eight Days a Week» —publicado en sencillo en Estados Unidos y llegando al número uno del Billboard—, «What You're Doing», «Words of Love», «Every Little Thing» y «I Don't Want to Spoil the Party» —lado B de «Eight Days a Week» en Estados Unidos, que alcanzaría la posición treinta y nueve en la lista estadounidense—. En cambio, se le había sumado «I'll Be Back» del álbum A Hard Day's Night, y el 
sencillo «I Feel Fine»/«She's a Woman». Las canciones que fueron omitidas aparecerían finalmente en el álbum Beatles VI editado en junio de 1965. Beatles '65 se publicó once días después de Beatles for Sale, justo diez días antes de las fiestas navideñas, y se convirtió en el álbum más rápido en venderse aquel año en Estados Unidos. 
Beatles for Sale fue reeditado oficialmente en CD el 26 de febrero de 1987 (número de catálogo CDP 7 46438 2), junto con otros tres álbumes de los Beatles: Please Please Me, With the Beatles y A Hard Day's Night, todos ellos publicados solamente en mono. Beatles for Sale, junto con el resto de la discografía de los Beatles, sería reeditado nuevamente en CD con una nueva remasterización el 9 de septiembre de 2009, tanto en mono —por tiempo limitado— como en estéreo. La nueva remasterización del 2009 sustituiría a la pobre calidad de sonido que ofrecían los CD editados desde 1987.

## El diseño del álbum
Las canciones un tanto sombrías de Beatles for Sale se habían reflejado también en la portada del álbum, ya que mostraba a los Beatles un poco serios y con semblante cansado en una foto otoñal tomada por Robert Freeman en el Hyde Park de Londres. Este fue el primer disco de los Beatles en editarse dentro de una funda desplegable, pues el siguiente sería Sgt. Pepper's Lonely Hearts Club Band, de 1967. Una de las fotos del interior de la funda mostraba al grupo posando ante un collage de fotos, lo que hacía suponer posteriormente a alguna gente que esta haya sido la inspiración para la portada de Sgt. Pepper's Lonely Hearts Club Band, aunque no había evidencia para suponer eso.
Las anotaciones en el interior del álbum hacían una observación de Derek Taylor de lo que este álbum podría significar para la gente del futuro: 

Cuando, dentro de una generación o así, un chaval, fumador y radioactivo, te pregunte en  una excursión por Saturno qué era todo ese asunto relacionado con los Beatles, no trates de explicárselo mencionando lo del pelo largo y los gritos histéricos. Solo hazle oír algunas canciones de este álbum y él pronto lo entenderá. Los chavales de AD2000 percibirán en esta música la misma sensación de calidez y bienestar a como nosotros lo percibimos actualmente.

## Lista de canciones
Todas las canciones escritas y compuestas por Lennon—McCartney, excepto donde esta anotado.. 
| Cara uno |                                                         |                     |          |  |
| N.º      | Título                                                  | Vocalista principal | Duración |  |
| 1.       | «No Reply»                                              | Lennon              | 2:23     |  |
| 2.       | «I'm a Loser»                                           | Lennon              | 2:34     |  |
| 3.       | «Baby's in Black»                                       | Lennon y McCartney  | 2:05     |  |
| 4.       | «Rock & Roll Music» (Berry)                             | Lennon              | 2:32     |  |
| 5.       | «I'll Follow the Sun»                                   | McCartney           | 1:54     |  |
| 6.       | «Mister Moonlight» (Johnson)                            | Lennon              | 2:40     |  |
| 7.       | «Kansas City/Hey-Hey-Hey-Hey» (Leiber—Stoller/Penniman) | McCartney           | 2:40     |  |
| 16:32    |                                                         |                     |          |  |

| Cara dos |                                              |                     |          |  |
| N.º      | Título                                       | Vocalista principal | Duración |  |
| 1.       | «Eight Days a Week»                          | Lennon              | 2:46     |  |
| 2.       | «Words of Love» (Holly)                      | Lennon y McCartney  | 2:10     |  |
| 3.       | «Honey Don't» (Perkins)                      | Starr               | 2:56     |  |
| 4.       | «Every Little Thing»                         | Lennon              | 2:05     |  |
| 5.       | «I Don't Want to Spoil the Party»            | Lennon y McCartney  | 2:33     |  |
| 6.       | «What You're Doing»                          | McCartney           | 2:35     |  |
| 7.       | «Everybody's Trying to Be My Baby» (Perkins) | Harrison            | 2:24     |  |
| 17:43    |                                              |                     |          |  |

Nota: En los créditos originales de los discos de los Beatles, la canción «Kansas City/Hey-Hey-Hey-Hey» solo estaba acreditada como «Kansas City», omitiendo la segunda parte titulada «Hey-Hey-Hey-Hey» (canción original del cantante estadounidense Little Richard). Posteriores reediciones de la discografía de los Beatles subsanarían este pequeño «error» acreditativo. Asimismo, el apellido de uno de los compositores de esta canción, Jerry Leiber, se hacía constar muchas veces como «Lieber» (tal como sucedió en la edición original de Beatles for Sale), siendo el apellido correcto el primero mencionado.

## Historial de lanzamiento a nivel mundial
- El número de catálogo representa solo la referencia de Beatles for Sale con sonido monoaural a excepción del que se indica con sonido estereofónico.

| País          | Fecha de publicación    | Título del álbum                               | Discográfica / Núm. cat.   |
| ------------- | ----------------------- | ---------------------------------------------- | -------------------------- |
| Alemania      | 13 de noviembre de 1964 | Beatles for Sale                               | Odeon SMO 83 790 (estéreo) |
| Italia        | 1 de diciembre de 1964  | Beatles for Sale                               | Parlophon PMCQ 31505       |
| Reino Unido   | 4 de diciembre de 1964  | Beatles for Sale                               | Parlophone PMC 1240        |
| Israel        | Diciembre de 1964       | Beatles for Sale                               | Parlophone PMC 1240        |
| Países Bajos  | Diciembre de 1964       | Beatles for Sale                               | Parlophone PMC 1240        |
| Noruega       | Diciembre de 1964       | Beatles for Sale                               | Parlophone/Odeon PMC 1240  |
| Sudáfrica     | Diciembre de 1964       | Beatles for Sale                               | Parlophone PMCJ 1240       |
| Francia       | Diciembre de 1964       | Les Beatles 1965                               | Odeon OSX 228              |
| Suecia        | Diciembre de 1964       | Beatles for Sale                               | Parlophone PMC 1240        |
| Dinamarca     | Enero de 1965           | Beatles for Sale                               | Parlophone PMC 1240        |
| Nueva Zelanda | Enero de 1965           | Beatles for Sale                               | Parlophone PMCM.1240       |
| Perú          | Enero de 1965           | Los Beatles (Beatles for Sale)                 | Odeon PMC 1240             |
| España        | 4 de enero de 1965      | Beatles for Sale                               | Odeon MOCL 125             |
| Argentina     | 29 de enero de 1965     | Beatles for Sale                               | Odeon “Pops” LDS 2111      |
| Australia     | 11 de febrero de 1965   | Beatles for Sale                               | Parlophone PMCO-1240       |
| Uruguay       | Principios de 1965      | Beatles for Sale                               | Odeon URL 2111             |
| Chile         | Principios de 1965      | Los Beatles cantan para Ud. (Beatles for Sale) | Odeon LDC-36513            |
| Costa Rica    | Principios de 1965      | Beatles for Sale                               | Odeon PMC-1240             |
| Ecuador       | Principios de 1965      | The Beatles Vol.5 (Beatles for Sale)           | Odeon LP-12-19134          |
| Grecia        | Principios de 1965      | The Beatles (Beatles for Sale)                 | Parlophone PMCG 3          |
| India         | Principios de 1965      | Beatles for Sale                               | Parlophone PMC 1240        |
| México        | Principios de 1965      | The Beatles Vol.5 (Beatles for Sale)           | Musart D 1018              |
| Japón         | 15 de marzo de 1965     | Beatles for Sale                               | Odeon OP-7179 (estéreo)    |

## Personal
The Beatles
- John Lennon: voz solista, segunda voz, armonía vocal; guitarra rítmica acústica, guitarra rítmica; pandereta en «Everybody's Trying to Be My Baby»; palmas; armónica en «I'm a Loser».
- Paul McCartney: voz solista, armonía vocal; bajo; piano en «Every Little Thing»; guitarra solista acústica en «I'll Follow the Sun»; palmas; órgano Hammond en «Mister Moonlight».
- George Harrison: voz solista en «Everybody's Trying to Be My Baby», voz en «Eight Days a Week», armonía vocal, segunda voz en «Kansas City/Hey-Hey-Hey-Hey»; guitarra rítmica acústica, guitarra solista, guitarra acústica en «Rock & Roll Music»; palmas; tambor africano en «Mister Moonlight».
- Ringo Starr: voz en «Honey Don't»; batería; pandereta; percusión en «I'll Follow the Sun», bongós en «Mister Moonlight»; timbales en «Every Little Thing»; caja de embalar en «Words of Love»; palmas.

Músicos adicionales
- George Martin: piano en «No Reply», «Rock & Roll Music», «Kansas City/Hey-Hey-Hey-Hey» y «What You're Doing».

Producción
- George Martin: producción y mezclas.
- Norman Smith: ingeniero de sonido y mezclas.
- Geoff Emerick: 2º ingeniero de sonido.
- Ken Scott: 2º ingeniero de sonido y mezclas.
- Mike Stone: 2º ingeniero de sonido y mezclas.
- Ron Pender: 2º ingeniero de sonido y mezclas.
- A.B. Lincoln: 2º ingeniero de sonido; 2º ingeniero de mezclas en «No Reply».
- Tony Clark: 2º ingeniero de mezclas.

Otros
- Robert Freeman: fotografía de la portada y contraportada, así como de las fotos del interior del álbum.[7]
- Derek Taylor: notas del interior del álbum.

## Posición en las listas de éxitos
| País        | Lista (1964)        | Posición más alta | Semanas en la 1.ª pos. |
| ----------- | ------------------- | ----------------- | ---------------------- |
| Reino Unido | Record Retailer     | 1                 | 11                     |
| Reino Unido | New Musical Express | 1                 |                        |
| Reino Unido | Melody Maker        | 1                 |                        |

| Predecesor: A Hard Day's Night de The Beatles | Record Retailer - Álbum N.º 1 19 de diciembre de 1964 - 30 de enero de 1965 27 de febrero de 1965 1 de mayo - 15 de mayo de 1965 | Sucesor: The Freewheelin' Bob Dylan de Bob Dylan |